# Patrick Lachmayr
Patrick Lachmayr (* 28. Jänner 1989) ist ein österreichischer Fußballspieler.

## Karriere
Lachmayr begann seine Karriere beim SC St. Pantaleon-Erla. 2003 kam er in die Jugend des LASK. Im Jänner 2005 kehrte er zu St. Pantaleon zurück. Zur Saison 2005/06 wechselte er zum Regionalligisten Union St. Florian. Im August 2005 debütierte er in der Regionalliga, als er am vierten Spieltag jener Saison gegen den SVG Bleiburg in der 81. Minute für Thomas Zemann eingewechselt wurde.
Nach fünfeinhalb Jahren bei St. Florian, in denen er über 100 Spiele in der Regionalliga absolvierte, wechselte Lachmayr im Jänner 2011 zum viertklassigen SKU Amstetten. Mit Amstetten stieg er im selben Jahr in die Regionalliga auf.
Nach sieben Saisonen in der Regionalliga stieg man 2018 in die 2. Liga auf. In der Aufstiegssaison 2017/18 kam er in 26 Regionalligaspielen zum Einsatz und erzielte dabei acht Tore.
Sein Debüt in der zweithöchsten Spielklasse gab er im Juli 2018, als er am ersten Spieltag der Saison 2018/19 gegen den Floridsdorfer AC in der Startelf stand. Nach über 240 Ligaeinsätzen für die Niederösterreicher verlässt er den Verein nach der Saison 2019/20 und wechselte zum viertklassigen SV Bad Schallerbach.